# Gewoon porseleinkrabbetje
Het gewoon porseleinkrabbetje (Pisidia longicornis) is een tienpotigensoort uit de familie van de Porcellanidae. De wetenschappelijke naam van de soort werd voor het eerst geldig gepubliceerd in 1767 door Carl Linnaeus oorspronkelijk onder de naam Cancer longicornis, in de 12e editie van zijn Systema naturae. De soort werd verplaatst door William Elford Leach toen hij in 1820 het geslacht Pisidia oprichtte.

## Beschrijving
Volwassen porseleinkrabbetjes hebben typisch een rugschildlengte van 1 centimeter. De kleur is variabel, waarbij de meeste individuen roodachtig of oranje zijn, maar sommige hebben parelwitte vlekken of zijn zelfs helemaal wit. De ene schaarpoot (klauwdragend aanhangsel) is meestal groter dan de andere, hoewel dit verschil bij vrouwen minder uitgesproken is dan bij mannen. Het vijfde paar poten is verkleind en kan moeilijk te zien zijn omdat deze vaak onder het schild verborgen zit.

## Verspreiding en leefwijze
Het porseleinkrabbetje wordt gevonden in de noordoostelijke Atlantische Oceaan van Noorwegen tot Angola en in de gehele Middellandse Zee. Het wordt gevonden vanaf de lagere kust tot een diepte van 70 meter in de Noord-Atlantische Oceaan, maar op een diepte van 30-100 meter op sommige locaties rond de Middellandse Zee. Het leeft onder keien en tussen mosdiertjes, en kan af en toe worden gevonden op vismarkten tussen mosselen en oesters. Dankzij hun afgeplatte lichaam zijn deze krabbetjes in staat nauwe rotsspleten binnen te dringen.
Het voedt zich door gesuspendeerd materiaal uit het zeewater te filteren. Individuen uit het intergetijdengebied zijn meestal groter dan die uit dieper water, wat mogelijk verband houdt met het grotere omwoeling van het sediment door het getij.